# Tristellateia ambondrensis
Tristellateia ambondrensis är en tvåhjärtbladig växtart som beskrevs av Arenes.. Tristellateia ambondrensis ingår i släktet Tristellateia och familjen Malpighiaceae. Inga underarter finns listade i Catalogue of Life.